# Alyona Alyona
Alyona Olegivna Savranenko (em ucraniano: Альо́на Оле́гівна Савране́нко; Kapitanivka, Ucrânia; 14 de Junho de 1991) mais conhecida como alyona alyona (estilizado com todas as letras minúsculas) é uma rapper e compositora ucraniana. Em 2019, lançou o seu álbum de estreia intitulado «Pushka» e o mini-álbum «In the house of MA». Ela junto com a Jerry Heil representaram a Ucrânia no Festival Eurovisão da Canção de 2024 com a canção «Teresa & Maria».

## Biografia
Aliona Savranenko nasceu no assentamento de tipo urbano de Kapitanivka, região de Novomyrhorod no Oblast de Quirovogrado. Tem dois diplomas de bacharelato, um dos quais é da Universidade Estatal Pedagógica Gregory Skovoroda de Pereiaslav. Antes de se formar em Direito, trabalhou como professora no jardim de infância «Teremok» de Baryshivka, no Oblast de Kiev. Em seguida, dirigiu o jardim de infância da aldeia vizinha de Dernivka. No total, Aliona trabalhou durante quatro anos em jardins-de-infância, tendo deixado o emprego quando ganhou popularidade.

## Carreira musical

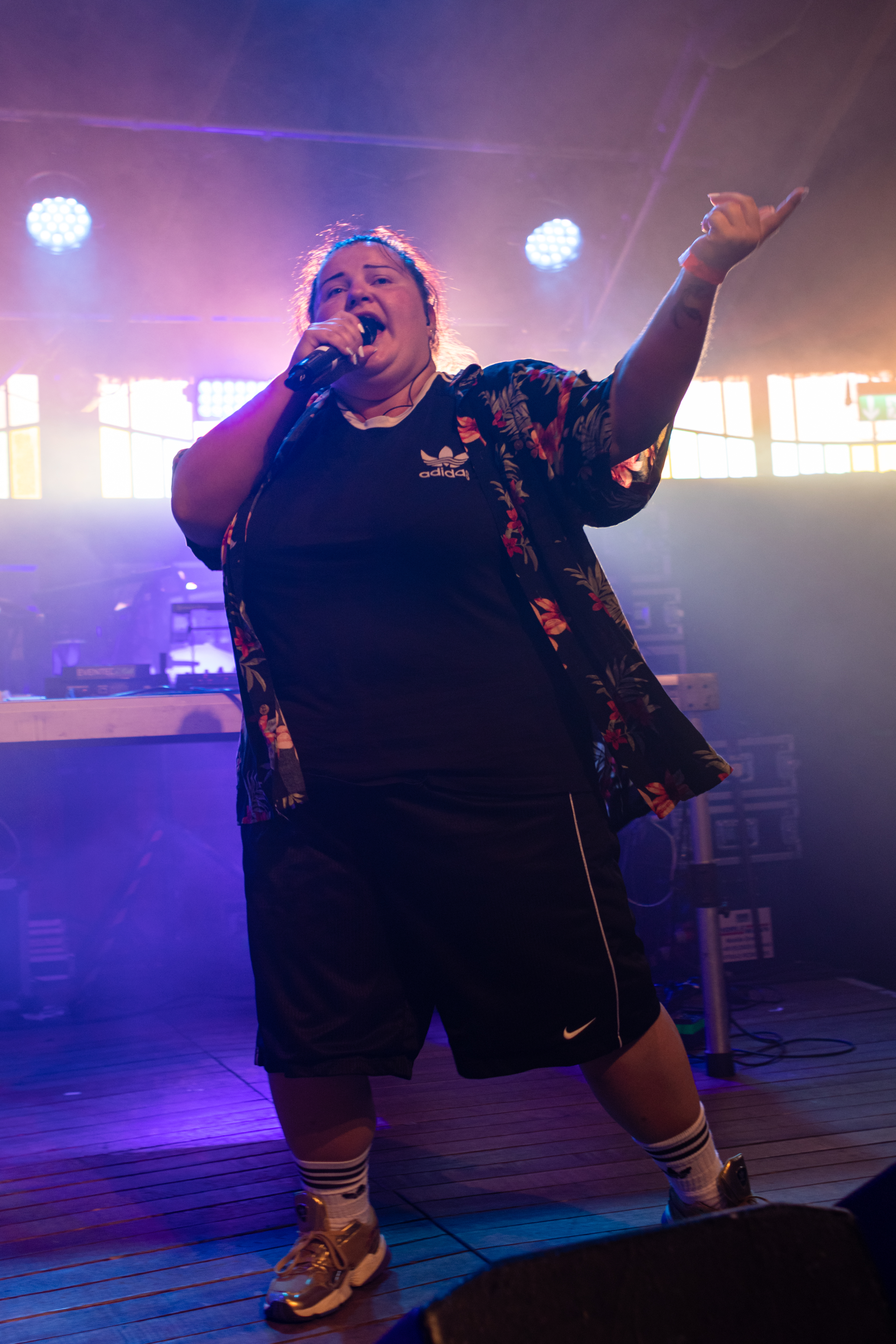
Alyona Alyona no festival «Haldern Pop» na Alemanha em 2019

Alyona começou a escrever música rap em meados da década de 2000, com várias tentativas de chegar a um público mais vasto. O seu nome artístico inicial era «Alyona Al.kaida».
Sob seu pseudônimo atual, «Alyona Alyona», lançou seu primeiro videoclipe em Outubro de 2018 para a música intitulada «Rybky» ("Рибки"). A 24 de Outubro daquele ano lançou o segundo videoclip da mesma faixa, desta feita com realização profissional. No mesmo ano, a 12 de Novembro, lançou o videoclip da música «Holovy» ("Голови"), que obteve um milhão de visualizações no YouTube no primeiro mês. Naquele ano também seguiram-se mais dois videoclips: «Vidchyniai» ("Відчиняй"), a 30 de Novembro, e «Zalyshaiu svii dim» ("Залишаю свій дім"), no mês de dezembro, este último retrata simbolicamente a artista a deixar Baryshivka, a sua terra natal.
Em Janeiro de 2019, no meio de um escândalo político envolvendo o antigo presidente ucraniano Petro Poroshenko, alyona alyona lançou uma nova música intitulada «Obitsianky» ("Обіцянки", em português: «Promessas»). Mais tarde nesse ano, a 8 de Abril, alyona alyona lançou o seu primeiro álbum, «Pushka» ("Пушка", em português: «Pistola»), bem como o videoclip da faixa principal homónima. O álbum apresenta quatro canções já lançadas, bem como nove novas, incluindo «Padlo» ("Падло"), em duo com Alina Pash. Alyona foi elogiada na edição da Vogue desse mês como «a estrela de rap mais improvável da Ucrânia».
A cantora actuou no Festival Sziget em Budapeste em Agosto de 2019. Em Dezembro de 2019, escreveu a letra de «Vilna» ("Вільна"), uma canção interpretada por Tina Karol e Julia Sanina e incluída na banda sonora da longa-metragem ucraniana Viddana. A 7 de Fevereiro de 2020, ela assinou com a gravadora polaca Def Jam Polska. A 15 de Janeiro de 2021, alyona alyona ganhou o Prémio Escolha do Público no concurso Music Moves Europe Talent Awards.
Alyona fez parte do júri ucraniano do Festival Eurovisão da Canção de 2021. Ela e Jerry Heil foram seleccionados entre os finalistas da pré-seleção ucraniana para o Festival Eurovisão da Canção de 2024 com a canção «Teresa & Maria»; venceram a seleção a 4 de Fevereiro de 2024 e ganharam assim o direito de representar a Ucrânia na Eurovisão de 2024.

## Discografia

### Álbuns
- 2021: Galas[11]
- 2019: Pushka (Пушка)[12]
- 2019: V khati MA (В хаті МА)

### Singles
- 2018: "Holovy" ("Голови")[13]
- 2018: "Vidchyniai” ("Відчиняй")[14]
- 2018: "Zalyshaiu svii dim" ("Залишаю свій дім")[15]

### Colaborações
- 2019: "Hory" ("Гори") com Kalush[16]
- 2020: "Zhali" ("Жалі") com Jamala
- 2020: "Dancer" com Vladimir Cauchemar
- 2021: "Ultrabeat" com Space of Variations[17]
- 2023: "Teresa & Maria" com Jerry Heil